# Cantica Symphonia
Cantica Symphonia è un complesso vocale-strumentale italiano che esegue prevalentemente il repertorio della polifonia medievale e rinascimentale.

## Storia
Il complesso è stato costituito nel 1995, da Giuseppe Maletto e da Svetlana Fomina, con lo scopo di valorizzare e proporre al pubblico di oggi i capolavori della polifonia medievale e rinascimentale. Nell'arco di un decennio si è imposto al pubblico europeo come uno dei maggiori complessi di questo genere, raccogliendo consensi in tutta Europa ed affermandosi come termine di paragone nell'esecuzione, con voci e strumenti, della musica polifonica, particolarmente del XV secolo.
Il gruppo, composto da strumentisti e cantanti che collaborano o hanno collaborato con i principali gruppi specializzati in musica antica (fra cui Mala Punica, Hespèrion XXI, La Venexiana, Concerto Italiano, Tetraktys) ha curato essenzialmente di proporre, per quanto possibile filologicamente, la musica di questo periodo cercando di darle lo smalto dell'epoca in cui è stata scritta. L'abilità principale di Cantica Symphonia è quella di rendere con la maggiore semplicità possibile la complessità strutturale delle composizioni di questo periodo. La scelta delle voci, degli strumenti d'epoca e la tecnica esecutiva utilizzata rendono le loro esecuzioni inconfondibili.
La base del loro repertorio è costituita dalle opere del compositore fiammingo Guillaume Dufay, il musicista che segnò il passaggio dalla musica medievale alla musica moderna del rinascimento.
Il complesso svolge attività concertistica, oltre che in Italia, in numerosi paesi europei, e ha partecipato ai maggiori festival di musica antica.
Cantica Symphonia ha al suo attivo numerosi album realizzati per importanti etichette di musica classica come Opus 111, Stradivarius e la spagnola Glossa, a diversi dei quali sono stati attribuiti importanti riconoscimenti della critica come il Diapason d'or, Choc du Monde de la Musique, 10 de Répertoire; il CD dedicato ai mottetti di Dufay e intitolato Quadrivium è stato premiato come Diapason d'or de l'année 2005.
I compositori Filippo Del Corno, Carlo Galante e Yakov Gubanov hanno scritto delle musiche appositamente per Cantica Symphonia.

## I componenti
- Laura Fabris, Alena Dantcheva, Teresa Nesci, Francesca Cassinari, soprano
- Giuseppe Maletto, Fabio Furnari, Gianluca Ferrarini, tenori
- Marco Scavazza, Mauro Borgioni, baritoni
- Svetlana Fomina, viella e salterio
- Efix Puleo, viella
- Marta Graziolino, arpa
- Guido Magnano, organo positivo
- Mauro Morini, David Yacus, Ermes Giussani trombone
- Michele Pasotti, liuto

## Festival
- Early Music Festival di Haapsalu
- Early Music Festival di Radovljica
- Rencontres de Musique Médiévale di Thoronet
- Festival van Vlaanderen di Bruges e Anversa
- Tage alter Musik di Ratisbona
- Concerts de St. Germain di Ginevra
- MiTo / Settembre Musica di Torino
- Stagione dell'Unione Musicale di Torino
- Concerts au Collège des Bernardins di Parigi (Radio France)
- Concerts des Billettes di Parigi
- Festival Internacional de Música di Póvoa de Varzim
- Festival Oude Muziek di Utrecht
- festival Musica sacra di Maastricht
- Saison Musicale de l'Abbaye de Pontigny
- Festival des Musiques sacrées du monde di Fès

## Discografia
- 1998 - Guillaume Dufay, Fragmenta Missarum (Stradivarius, STR 33440)
- 2000 - Almisonis Melos. Latin motets and mass fragments in the Ivrea Codex (Opus 111, OPS 30-309)
- 2000 - Guillaume Dufay, Missae "Resvellies vous" e "Ave Regina coelorum" (Stradivarius, STR 33569)
- 2001 - Claudio Monteverdi, Combattimento di Tancredi e Clorinda / Giacomo Carissimi, Jephte, con l'Ensemble Il Falcone, dir. Fabrizio Cipriani (Callisto, 0401)
- 2004 - Costanzo Festa, Mottetti (Stradivarius, STR 33439)
- 2004 - Costanzo Festa, Mottetti, vol. 2 (Stradivarius, STR 33585)
- 2005 - Guillaume Dufay, Quadrivium (Glossa, GCD P31902)
- 2006 - Guillaume Dufay, Tempio dell'Onore e delle Vertù. Chansons (Glossa, GCD P31903)
- 2006 - Claudio Monteverdi, Missa In Illo Tempore / Francesco Cavalli, Missa Pro Defunctis (Stradivarius, STR 33665)
- 2008 - Guillaume Dufay, Supremum est mortalibus bonum (Glossa, GCD P31904)
- 2008 - Stella del nostro mar. Past and present reflections of the Marian inspiration (Glossa, GCD P31905)
- 2009 - Antoine Busnois, L'homme armé (Glossa, GCD P31906)
- 2014 - Guillaume Dufay, The Masses for 1453 (Missa Se la face ay pale / Missa L'homme armé) (Glossa, GCD P31907)
- 2015 - Heinrich Isaac, Missa Misericordias Domini & Motets (Glossa, GCD P31908)
- 2017 - Claudio Monteverdi, Vespro della Beata Vergine, con la Compagnia del Madrigale e l'ensemble La Pifarescha (Glossa, GCD 922807)
- 2020 - Josquin Desprez, Stabat Mater. Marian motets and instrumental songs (Glossa, GCD P31909)